# Hendrick van Uylenburgh

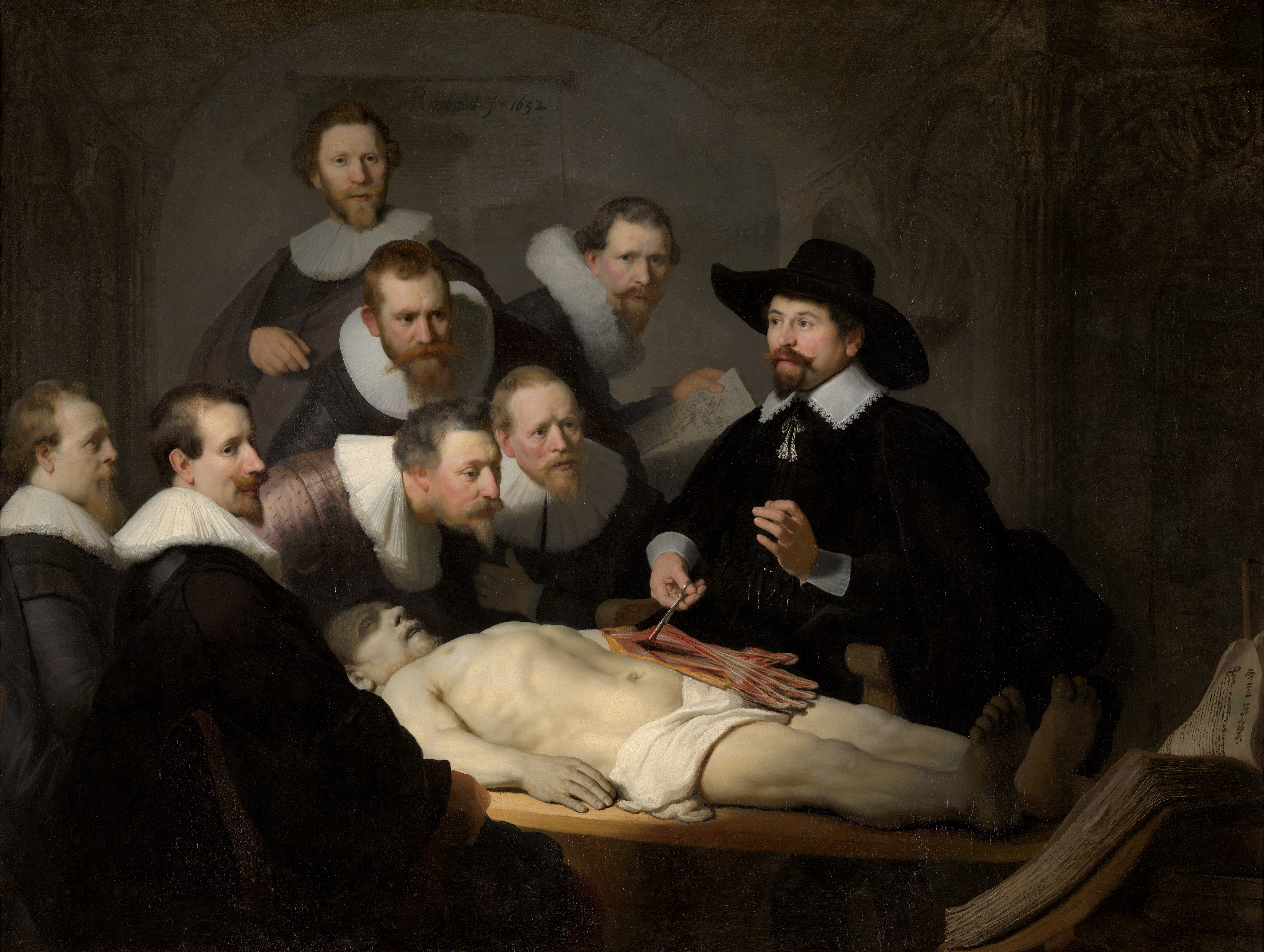
LLiçó d'anatomia del Dr. Nicolaes Tulp (1632), pintat per Rembrandt quan estava a l'estudi de Hendrick van Uylenburgh

Hendrick van Uylenburgh (c. 1587 – 1661) va ser un marxant d'art neerlandès molt influent durant l'Edat d'Or de l'Art neerlandès. Va impulsar les carreres dels pintors com Rembrandt, Govert Flinck, Ferdinand Bol i d'altres.
Van Uylenburgh provenia d'una família de Frísia i amb la seva família emigrà a Cracòvia. Cap a 1612 es traslladà a Danzig i elin 1625 tornà als Països Baixos, assentant-se a Amsterdam.
Van Uylenburgh va reprendre el negoci de Cornelis van der Voort i va contractar pintors en el seu propi estudi. El 1631 Rembrandt es va traslladar a la casa de van Uylenburgh per a treballar en l'estudi de Van Uylenburgh. Rembrandt el 1634 es casà amb la neboda de Van Uylenburgh's (Saskia van Uylenburgh).
El 1647 Van Uylenburgh es reubicà a la plaça Westermarkt.
El 2006 el Rembrandt House Museum presentà una exposició sobre Hendrick van Uylenburgh i el seu fill i continuador del seu negoci Gerrit.